# Lancia Musa
Lancia Musa är en mini-MPV som presenterades 2004 och som tillverkas i Turin. 
Den erbjuds endast i ett karosseri i ett kombiliknande femdörrarsutförande med fem sittplatser.
Modellen baseras till största del på koncernkollegan Fiats modell Idea, men särskiljs genom en annorlunda front som anknyter till övriga Lanciamodeller samt ett annat bakparti. Lyktarrangemangen är dessutom hämtade direkt från den mindre Lancia Ypsilon.
Till skillnad från Fiat Idea så har Musa en digrare standardutrustning, överlag dyrare materialval och detaljer, vilket också gör den dyrare i inköp. Speciellt för modellen är också den halvautomatiska växellådan D.F.N. Inför 2008 väntas en mindre ansiktslyftning av Musa.
Lancia Musa har, liksom övriga nuvarande Lanciamodeller, inte importerats reguljärt till Sverige.

## Motoralternativ

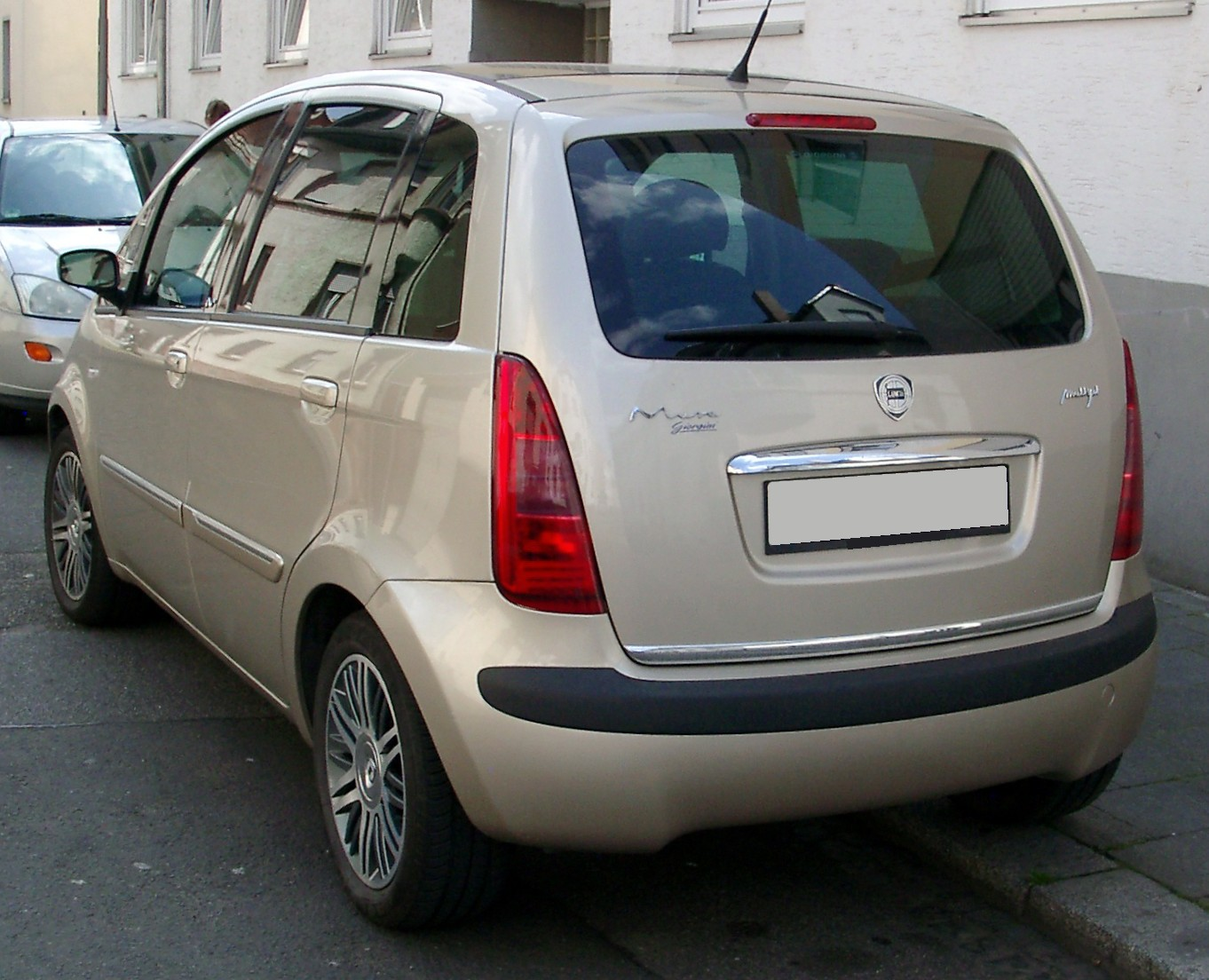

| Modell       | Årsmodell | Motor                   | Cylindervolym | Effekt | Vridmoment | Bränslesystem      |
| ------------ | --------- | ----------------------- | ------------- | ------ | ---------- | ------------------ |
| 1.4          | 2004-     | 4-cyl radmotor SOHC 8V  | 1368 cm³      | 77 hk  | 115 Nm     | Bränsleinsprutning |
| 1.4          | 2004-     | 4-cyl radmotor DOHC 16V | 1368 cm³      | 95 hk  | 128 Nm     | Bränsleinsprutning |
| 1.3 Multijet | 2004-     | 4-cyl radmotor DOHC 16V | 1248 cm³      | 70 hk  | 180 Nm     | Turbodiesel        |
| 1.3 Multijet | 2004-     | 4-cyl radmotor DOHC 16V | 1248 cm³      | 90 hk  | 200 Nm     | Turbodiesel        |
| 1.6 Multijet | 2008-     | 4-cyl radmotor DOHC 16V | 1598 cm³      | 120 hk | 300 Nm     | Turbodiesel        |
| 1.9 Multijet | 2004-2007 | 4-cyl radmotor SOHC 8V  | 1910 cm³      | 100 hk | 260 Nm     | Turbodiesel        |

## Utrustningsnivåer
- Argento
- Oro
- Platino
- Platino Plus